# Gerhard Marschall
Gerhard Marschall (* 27. August 1952 in St. Martin im Innkreis, Oberösterreich) ist ein österreichischer Journalist.
Gerhard Marschall begann seine journalistische Laufbahn bei der Rieder Volkszeitung, von 1990 bis 1994 war er Oberösterreich-Korrespondent und Innenpolitik-Redakteur der Tageszeitung Der Standard. Von 1994 bis 2000 war er Innenpolitik-Redakteur der Oberösterreichischen Nachrichten. Nach Mitarbeit im WirtschaftsBlatt war Gerhard Marschall ab 2006 Leiter der Oberösterreich-Redaktion der Tageszeitung Österreich. Ab Dezember 2008 war er Pressesprecher von Nationalratspräsidentin Barbara Prammer. 
2002 wurde er mit dem Kurt-Vorhofer-Preis ausgezeichnet.
Sein Bruder Erich Marschall leitet in Braunau am Inn die Werbeagentur 08/17.

## Publikationen
- Gerhard Marschall, Christina Hornek-Zeiss, Reinhard Deutsch (Hrsg.): Danke, Barbara! Das Buch der Erinnerung an Barbara Prammer. Edition Ausblick, Wien / Ohlsdorf 2015, ISBN 978-3-903798-35-9.

| Personendaten    | Personendaten               |
| ---------------- | --------------------------- |
| NAME             | Marschall, Gerhard          |
| KURZBESCHREIBUNG | österreichischer Journalist |
| GEBURTSDATUM     | 27. August 1952             |
| GEBURTSORT       | St. Martin im Innkreis      |